# Siège de Miki
Le siège de Miki dure de 1578 à 1580. Toyotomi Hideyoshi s'empare du château de Miki qu'occupe Bessho Nagaharu, vassal du clan Mōri, situé dans ce qui est de nos jours la ville de Miki dans la préfecture de Hyōgo au Japon. À l'issue du siège, Bessho Nagaharu commet seppuku en échange de la vie des soldats de la garnison de Miki.  

## Source de la traduction
- (en) Cet article est partiellement ou en totalité issu de l’article de Wikipédia en anglais intitulé « Siege of Miki » (voir la liste des auteurs).